# YaYa Gosselin
Pour les articles homonymes, voir Gosselin.
Felisita Leon Gosselin, dite YaYa Gosselin, est une actrice américaine, née le 26 janvier 2009 à Dallas (Texas).
Elle est notamment connue pour son rôle de Tali dans la série télévisée FBI: Most Wanted.

## Biographie
Felisita Leon Gosselin est née à Dallas le 26 janvier 2009. Son prénom lui vient de son arrière-grand-mère, Felisita Chavez, tout comme son surnom YaYa. Elle a deux sœurs cadettes.

## Carrière
En 2020, elle joue le rôle principal du film C'est nous les héros de Robert Rodriguez, sorti sur Netflix. De 2020 à 2022, elle incarne Natalia 'Tali' Skye LaCroix dans la série télévisée FBI: Most Wanted .
En 2022, elle tient l'un des rôles principaux de la série télévisée jeunesse Surfside Girls, réalisée par America Young, basée sur la série littéraire éponyme de Kim Dwinell.

## Filmographie
Sauf indication contraire, les informations mentionnées dans cette section peuvent être confirmées par la base de données cinématographiques IMDb,  présente dans la section « Liens externes ».

### Cinéma

#### Longs métrages
- 2018 : Peppermint de Pierre Morel : Ana
- 2019 : Lord Finn (ou Native Hearts) d'Al Mertens : Jenny Finley
- 2020 : C'est nous les héros de Robert Rodriguez : Missy Moreno[3]
- 2021 : Dr. Bird's Advice for Sad Poets de Yaniv Raz : Jorie jeune
- 2023 : Charlie's Horse (ou Heart of a Champion) de Brad Keller : Charlie
- Prévu : Trans Los Angeles de Kase Pena : Madison[4]

#### Courts métrages
- 2017 : After Omelas de Sean Peavy : Lauren
- 2018 : Laugh Till It Hurts de Curt Mega et Anthony Ocasio : Tiara
- 2018 : Day 13 de Curt Mega : Gabby Rae

### Télévision

#### Séries télévisées
- 2018 : The Purge : Penelope jeune (épisode The Urge to Purge)
- 2019–2020 : FBI : Natalia 'Tali' Skye LaCroix (2 épisodes)
- 2019–2020 : 13 Reasons Why : Graciella Padilla (2 épisodes)
- 2020–2022 : FBI: Most Wanted : Natalia 'Tali' Skye LaCroix (38 épisodes)
- 2022 : Surfside Girls : Sam (10 épisodes)

## Distinction
Sauf indication contraire, les informations mentionnées dans cette section peuvent être confirmées par la base de données cinématographiques IMDb,  présente dans la section « Liens externes ».
- Sunny Side Up Film Festival 2022 : meilleure actrice enfant pour Native Hearts